# SNCF
A Société nationale des chemins de fer français rövidítve SNCF Franciaország nemzeti vasúttársasága. Az 1938-ban alapított vállalat Franciaország és Monaco vasúti pályahálózatát működteti, beleértve a TGV-t is, a francia nagysebességú vasúthálózaton. A mintegy 35 000 km-es vasúti hálózatból, 2600 km nagysebességű vonal és 14 500 km villamosított.
2010-ben a cég a Fortune Global 500-as listáján Franciaországban a 22., globálisan pedig a 214. helyen szerepelt. Az SNCF-csoport tagja, amely 2020-ban 30 milliárd eurós forgalmat könyvelt el 120 országban. Az SNCF-csoport több mint 275 000 alkalmazottat foglalkoztat Franciaországban és világszerte. 2013 júliusa óta az SNCF-csoport központja Párizs egyik külvárosában, Saint-Denis-ben, a Place aux Étoiles 2. szám alatt található. Az SNCF-csoport elnöke 2019 óta Jean-Pierre Farandou.

## Történet
Az SNCF 1938. január 1-jén alakult meg a francia vasúttársaságok államosításával. A vasúttársaságok a következők voltak:
- Chemins de fer de l’Est (magyarul Keleti Vasutak)
- Chemins de fer de l'État (magyarul Állami Vasutak; 1908-ban egyesült a Chemins de fer de l’Ouesttel)
- Chemins de fer du Nord (magyarul Északi Vasutak)
- Chemins de fer de Paris à Lyon et à la Méditerranée (magyarul Párizsi, Lyoni és Mediterráni Vasutak)
- Chemins de fer de Paris à Orléans et du Midi (magyarul Párizsi, Orleánsi és Déli Vasutak)
- Administration des chemins de fer d'Alsace et de Lorraine (magyarul Elzász-Lotaringiai Vasutak)
- Syndicats du Chemin de fer de Grande Ceinture et de Petite Ceinture

A francia állam 51%-os tulajdonjogot szerzett az újonnan létrehozott vállalatban. Ma az SNCF teljes egészében a francia állam tulajdonában van.

### Második világháború
Az 1940-es fegyverszünetet követően 1944 augusztusáig az SNCF-et a német fegyveres erők és fegyverzet szállítására kérték fel. A megszálló német csapatok közel 350 francia vasúti híd és alagút megsemmisítéséért voltak felelősek. Különböző becslések szerint az SNCF 125 000-213 000 kocsit és 1 000-2 000 mozdonyt adott át.

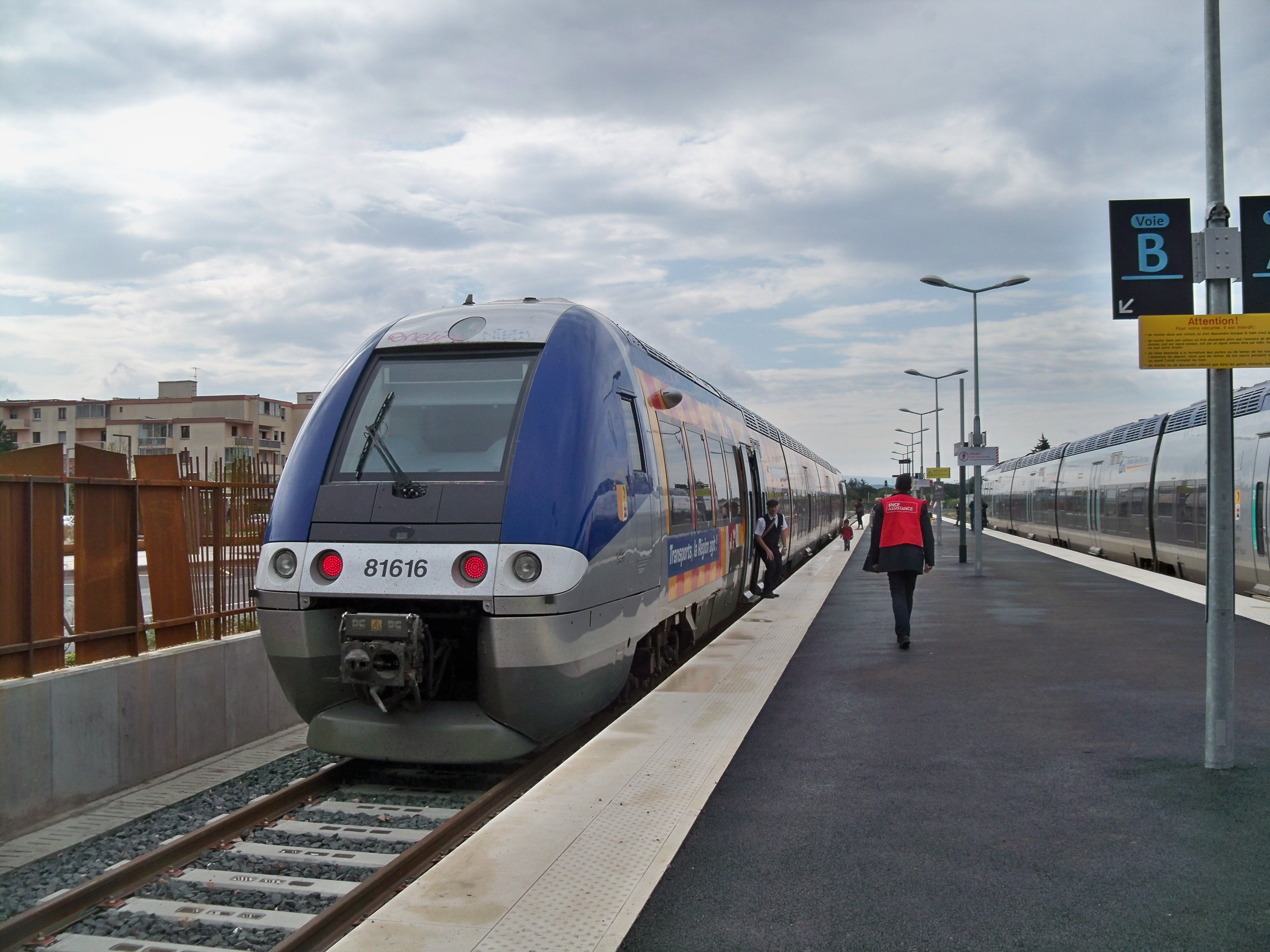
Az SNCF egyik vonata Carpentras-ban.

Franciaország vasúti infrastruktúrája és gördülőállománya volt a francia ellenállás célpontja, aminek célja a német megszálló erők megzavarása és a velük szembeni küzdelem volt. Emiatt az SNCF számos alkalmazottja ellenállt a megszállásnak, és így többek között 1943-ban megállapították a Résistance-Fer mozgalmat. Az vállalat közel 1700 vasúti dolgozóját ölték meg vagy deportálták, mert ellenálltak a náci parancsnokoknak. 150 Résistance-Fer ügynököt lőttek le ellenállási tevékenységükért és közülük ötszázat deportáltak. A deportáltak fele koncentrációs táborokban halt meg.
Németország kötelezte az SNCF-et, hogy közel 77 000 zsidót és más holokauszt-áldozatot szállítson a drancyi internáló táborba és onnan náci megsemmisítő táborokba (a vasúttársaságot azóta többször perbe fogták világháborús szerepe miatt).
1992-ben a vállalat francia kutatókat bízott meg azzal, hogy írják össze a cég összes tevékenységét a második világháború alatt. Az ennek eredményeként készült jelentést 1996-ban adták ki.
2014 decemberében az SNCF beleegyezett, hogy akár 60 millió dolláros kártérítést fizet az Egyesült Államokban élő holokauszt-túlélőknek. Ez túlélőnként körülbelül százezer dollárnak felel meg.

### Modern kor
2006-ban Jacques Chirac akkori francia elnök újévi beszédében ígéretet tett arra, hogy 2026-ra egyetlen SNCF- vagy RATP-vonatot sem fosszilis tüzelőanyagok fognak hajtani. Ez a kijelentés tovább erősítette Franciaország kötődését az atomenergiához; az SNCF szerelvények energiaszükségletének nagy részét már ma is atomerőművek állítják elő.
2014 májusában a vállalat felfedezte, hogy a 15 milliárd euróért megrendelt 2000 új vonat túl széles Franciaország számos állomás peronjához. Az építési munkálatok már megkezdődtek ezek átalakítására.
2015. január 1-jén a Réseau ferré de France (RFF) egyesült az SNCF Infra-val és a Direction de la circulation ferroviaire-vel (DCF), létrehozva az SNCF Réseau-t. Az SNCF operatív eszközállománya az SNCF Mobilités lett. Mindkét csoport az SNCF irányítása alá került.

### Dizájn

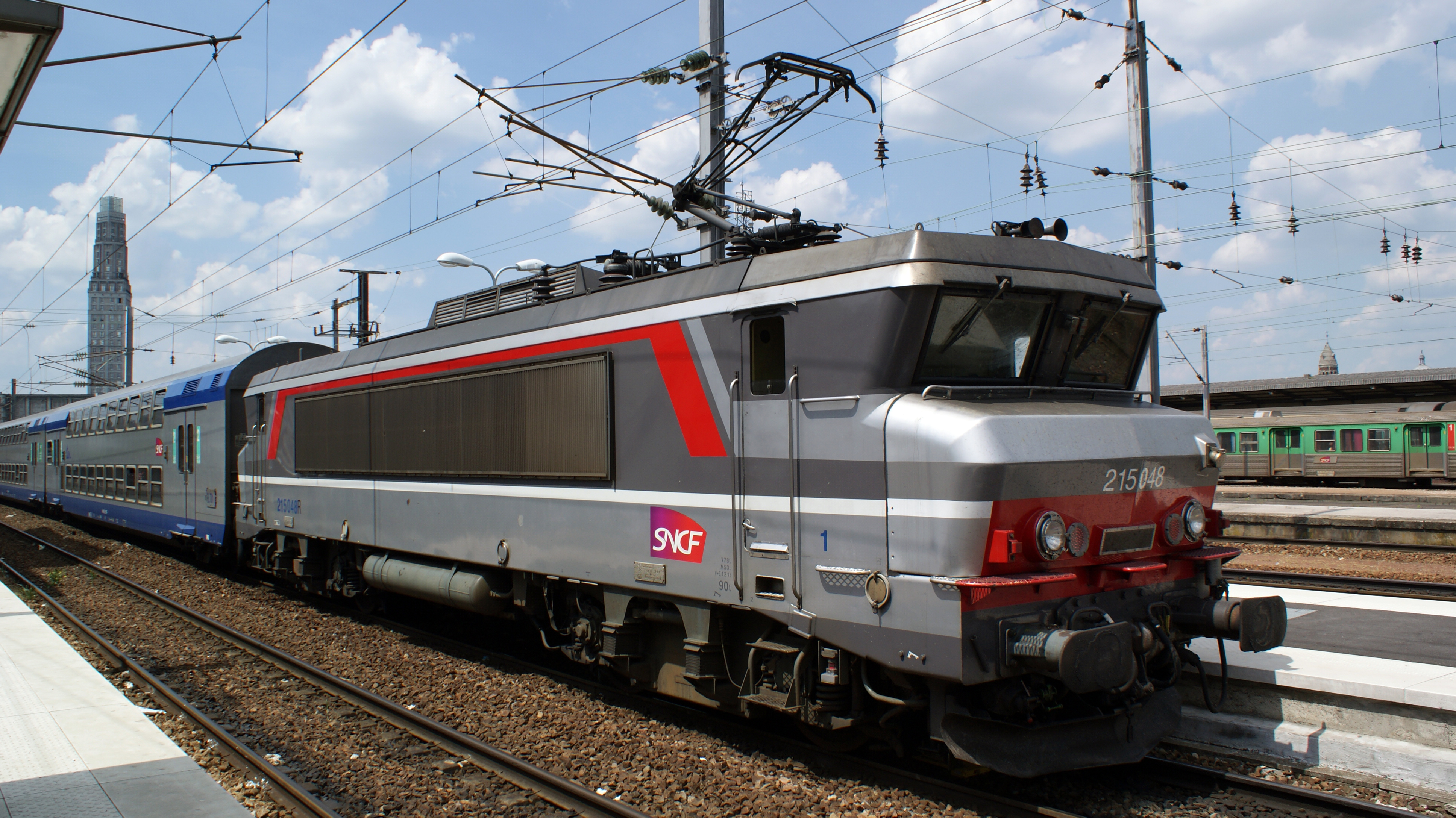
A Paul Arzens által tervezett "törött orrú" típusú villanymozdony (SNCF BB 15000 sorozat).

Az 1940-es évektől az 1970-es évekig Paul Arzens ipari formatervező tervezte a cég számos mozdonyát. Különösen jellegzetes a "törött orrú" villamos- és dízelmozdonyok.

### Nemzetközi kapcsolatok
A francia határon túl Luxembourg, Frankfurt, Stuttgart, München, Bázel és Zürich is elérhetővé válik az új LGV Est vonalon keresztül.

## Üzleti tevékenység

### Nagysebességű vasút
Az SNCF üzemelteti Franciaország szinte teljes vasúti forgalmát, beleértve a TGV-t (Train à Grande Vitesse, magyarul "nagysebességű vonat"). Az 1970-es években az SNCF megkezdte a TGV nagysebességű vasút tervezését azzal a szándékkal, hogy létrehozza a világ leggyorsabb vasúti hálózatát. Ez 1981-ben valósult meg, amikor megnyitották az első nagysebességű vasútvonalat, az LGV Sud-Est-et (Ligne à Grande Vitesse Sud-Est, magyarul "délkeleti nagysebességű vonal"), amin felavatták az első TGV-járatot Párizs és Lyon között. 2017-ben az SNCF Réseau tulajdonában lévő vasúthálózat 28 710 km hosszú volt, amelynek 58%-a volt villamosított. Az SNCF naponta 15 000 járatot üzemeltet, illetve több mint 5 millió utast és 250 000 tonna árut szállít. A TGV-vonalak és a TGV-technológia ma már számos európai országban elterjedt.

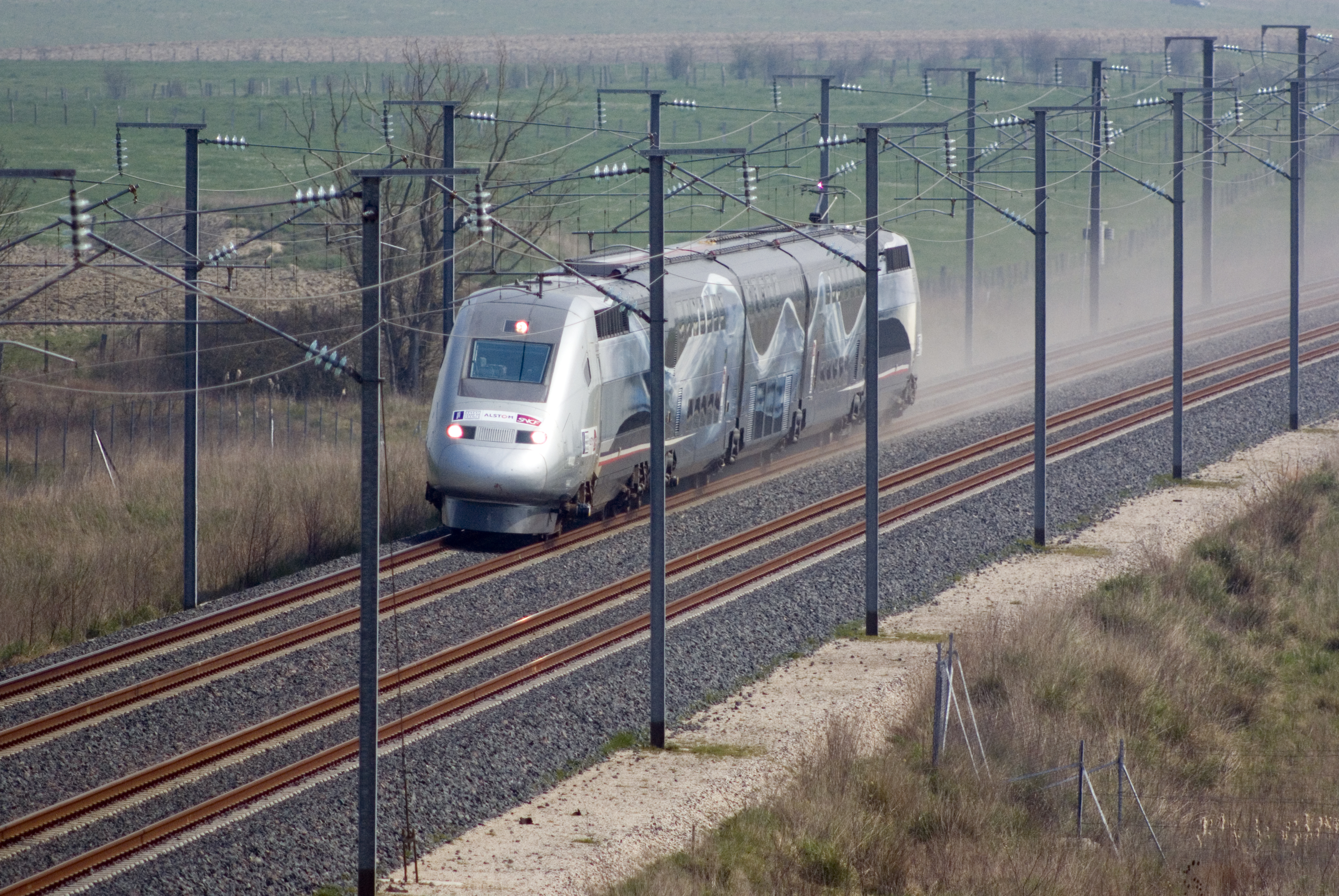
A TGV V150-es 2007. április 3-án Le Chemin közelében érte el a rekorddöntő 574,8 km/h-s sebességet

A vasúttársaság TGV-je számos gyorsasági világrekordot döntött meg, legutóbb 2007. április 3-án, amikor a legújabb TGV V150-es elérte az 574,8 km/h-s sebességet.
A vállalat figyelemre méltó biztonsági mutatókkal rendelkezik. Az SNCF TGV hálózatának több mint 30 éves fennállása során mindössze egyetlen halálos baleset volt, amely az LGV Est vonal megnyitása előtti tesztelés során történt.

### Egyesült-Királyság
2011-ben az SNCF a Keolisszal közösen pályázott az InterCity WestCoast franchise-ra, sikertelenül. 2017 áprilisában az SNCF 30%-os részesedést szerzett a Stagecoach Csoport és a Virgin Csoport közös vállalkozásában, hogy pályázatot nyújtson be a West Coast Partnershipre, amely 2020 májusától a West Coast Main Line-on, 2026-tól pedig a High Speed 2 vonalon tudna járatokat üzemeltetni.
Azonban 2019 áprilisában a Stagecoach-ot eltiltották attól, hogy bármilyen franchise üzemeltetésére pályázzon, beleértve a West Coast Partnership-et is, ami azt jelenti hogy a Virgin és az SNCF kénytelen volt visszalépni a jelöltek listájáról.

### Az SNCF működése
Az 1990-es évektől az SNCF megkezdte a vasúti kocsik eladását regionális cégeknek a rövid- és középtávú utazások egyszerűsítése érdekében, létrehozva a Transport express régional márkanevet. Az SNCF széles körben üzletel a nemzetközi piacokon is, ami alatt főleg a teherszállítási, a helyközi, és az ingázó vonalakon végzett munkát lehet érteni. Ezek mellett a cég logisztikai, tervezési, kivitelezési, üzemeltetési és karbantartási szolgáltatásokat is nyújt. Az SNCF üzemelteti az Oui.sncf nemzetközi jegyértékesítő ügynökséget is.
Az SNCF 120 országban foglalkoztat alkalmazottakat, akik széleskörű nemzetközi tanácsadást nyújtanak. Ezek a projektek a következők:
- Izrael: Az SNCF International segítséget nyújt az Israel Railways-nek a vasúti működés minden területén, beleértve a vasúthálózat általános biztonsági előírásainak korszerűsítését célzó projekteket is. Egyéb segítségnyújtási és képzési programok a vasúti infrastruktúrát érintik.
- Tajvan: A cég felügyelte az ország fő nagysebességű vasútvonalának építéséért felelős fővállalkozót. Emellett az SNCF vasúti forgalomirányítókat, mozdonyvezetőket és vonatszemélyzetet is képzett. A tajvani kormány megbízásából a cég irányította a nagysebességű vasút parancsnoki központját.
- Egyesült-Királyság: 2007-ben és 2008-ban az SNCF International tanácsadói ellenőrizték a Londont a Csatorna-alagúttal összekötő nagysebességű vasútvonalakon a pálya, a jelzőrendszer és a felsővezeték karbantartási gyakorlatát. Ezen kívül az SNCF ellenőrizte a fenntartó teljesítményét a szolgáltatás minősége és a költségszabályozás szempontjából, illetve javaslatokat tett a fejlesztésekre és egy hároméves üzleti tervre.Az SNCF nagysebességű TGV Duplex vonata

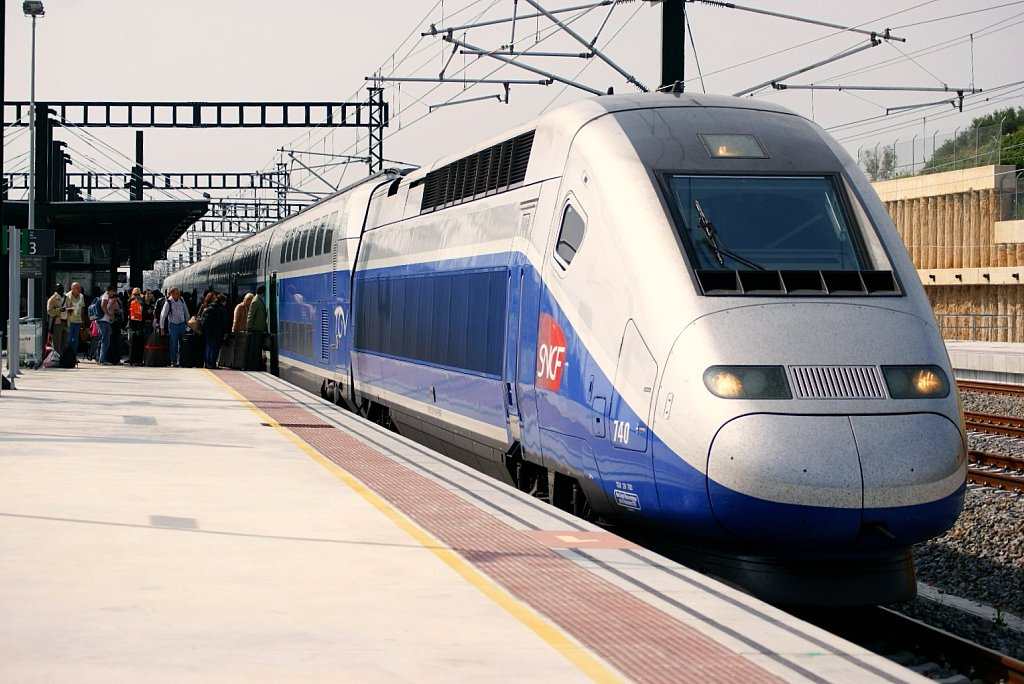
Az SNCF nagysebességű TGV Duplex vonata

- Dél-Korea: A vállalat tanácsot adott a Korailnak a Tegu és Puszan közötti pályák villamosításával, valamint a hagyományos pályáknak az új nagysebességű vonalakhoz való csatlakoztatásával kapcsolatban. Az SNCF segített a nagyebességű gördülő állomány kiválasztásában és ellenőrzésében is, illetve 400 felsővezetőt, mérnököt és vezetőt képzett ki. A cég 2009 végéig segítette fenntartani Dél-Korea nagysebességű hálózatát.
- Spanyolország: Az SNCF az ADIF partnereként részt vett a szabványos uniós jelzőrendszer tanulmányozásában, szállításában, telepítésében és karbantartásában a Madrid és Lleida közötti nagysebességű vasútvonalon. A spanyol kormány megbízásából a vállalat két éven keresztül tervezte és irányította a karbantartási munkálatokat ezen a vonalon.
- Franciaország: Az SNCF 32 000 km pályát, 26 500 váltót, 2300 jelzőállomást, 80 000 vágányáramkört és több mint 1 millió jelfogót tart fenn. Ezenkívül 3900 mozdonyt és 500 nagysebességű vonatot tart fenn. A cég TGV vonatjai havonta több mint 39 000 km-t tesznek meg.

## Helymegosztási partnerek
Az SNCF-nek helymegosztási megállapodása van több légitársasággal, így azok utasai a repülőjáratok mellett vonatjegyeket is vásárolhatnak a Párizs-Charles de Gaulle repülőtér és Aix-en-Provence, Angers, Avignon, Bordeaux, Le Mans, Lille, Lyon, Marseille, Montpellier, Nantes, Nîmes, Poitiers, Rennes, Tours és Valence között az adott légitársaságnál.

## Szervezeti felépítés

### Székházak
1999-ig az SNCF történelmi központja a 9. kerületben, a Rue Saint-Lazare 88 alatt volt. 1996-ban az SNCF elnöke, Louis Gallois bejelentette, hogy a vállalat 1997 közepén új helyre költözteti a székhelyét.
1999 és 2013 között a cég központja Párizs 14. kerületének Montparnasse negyedében, a Gare Montparnasse pályaudvar közelében volt.
2013 júliusa óta az SNCF központja Saint-Denisben található a Place aux Étoiles 2 alatt. A költözés a vállalati költségek csökkentése érdekében történt meg.

### Részlegek
2020. január 1-je óta az SNCF egy állami tulajdonú csoport, amely egy anyavállalatból (SNCF) és több, egymástól függetlenül működő leányvállalatból áll:
- SNCF Réseau – Állami tulajdonú vállalat, amely a francia vasúthálózatot kezeli, karbantartja és fejleszti;
  - SNCF Gares & Connexions – Az SNCF Réseau leányvállalata, amely a francia vasúthálózat 3000 állomásának karbantartásáért és felújításáért felelős;
- SNCF Voyageurs – Állami tulajdonú vállalat, amely vonatokat üzemeltet Franciaországban és Európában, beleértve a TGV inOui-t, a fapados Ouigo TGV-t, az Intercités-t, valamint a TER és Transilien-t;
- Vasúti logisztika Európában:
  - SNCF Logistics – Vasúti áruszállítási szolgáltatásokat nyújt;
  - VIIA – RoLa;
  - Naviland Cargo;
  - Forwardis – Szállítmányozó cég;
- Geodis (98,4%-ban az SNCF tulajdonában) – Magánvállalkozás, amely áruszállítási logisztikával foglalkozik;
- Keolis (70%-ban az SNCF tulajdonában) –  Magán tömegközlekedés üzemeltető cég, amely a világ számos városában nyújt szolgáltatásokat, beleértve a busz-, metró-, kisvasúti, kerékpárkölcsönző, parkolóházak, drótkötélpályák és repülőtéri szolgáltatásokat.

### Leányvállalatok
Az SNCF számos vállalatban rendelkezik teljes vagy részleges részesedéssel, amelyek többsége vasúti vagy szállítási tevékenységgel kapcsolatos. Többek között:
- ERMEWA (100%)
- France Wagons (100%)
- SGW : Société de Gérance de Wagons (67.5%)
- CTC : Compagnie des Transports Céréaliers (69.36%)
- SEGI (98.96%)
- Naviland Cargo (94.37%)

Általános áruszállítás:
- C-Modalohr Express (51%)
- Novatrans (38.25%)
- Districhrono (100%)
- Ecorail (99.9%)
- Froidcombi (48.93%)
- Rouch Intermodal (98.96%)
- Sefergie (98.96%)
- EFFIA (99.99%)

Személyszállítás:
- Thalys (70%)
- Eurostar International Limited (55%)[28]
- Lyria (74%)
- Elipsos (50%)
- Artésia (50%)
- SeaFrance (100%), eladva az Eurotunnel-nek.
- Rhealys (30%)
- Keolis (70%)
- Govia (24,5%)
- iDTGV (100%)
- Ouigo (100%)

Jegyeladás:
- Oui.sncf (50,1%) – az SNCF online utazási irodája.
- Rail Europe (50%), megvásárolva a British Railways-től.
- GLe-trade

Tanácsadás:
- AREP (99.99%)
- SNCF International (100%)
- Inexia
- SYSTRA (35,87%)

Lakhatás:
- ICF Habitat Novedis (100%) – bérlakások (szociális és magánlakások)

## Vállalati arculat
A TNS SOFRES 2010-ben közzétett felmérése szerint a franciák 66%-ának jó a véleménye az SNCF-ről. A Posternak-Ifop felmérése 2019 végén 50%-os arányt mért. 2020-ban az Eight Advisory és az IFOP közzétette a "legelismertebb francia vállalatok" rangsorát, ahol az SNCF a 23. helyen áll.
A BCG (Boston Consulting Group) szakértői 25 európai ország vasúti rendszereit hasonlítják össze. Franciaországot holtversenyben a 4. helyre sorolják (Németországgal, Ausztriával és Svédországgal együtt), Svájc, Dánia és Finnország mögött. A kritériumok a következők: kihasználtsági arány, a szolgáltatás minősége és biztonság.

## Elnökök
1. 1938. január 1. – 1940. szeptember 1.: Pierre Guinand
2. 1940. szeptember 1. – 1946. augusztus 3.: Pierre-Eugène Fournier
3. 1946. augusztus 3. – 1949. június: Marcel Flouret
4. 1949. június – 1955. február 1.: Pierre Tissier
5. 1955. február 1. – 1958. január 23.: Louis Armand
6. 1958. január 23. – 1975. szeptember 1.: André Ségalat
7. 1975. szeptember 1. – 1981. szeptember 1.: Jacques Pélissier
8. 1981. szeptember 1. – 1985. szeptember 19.: André Chadeau
9. 1985. szeptember 19. – 1988. február 29.: Philippe Essig
10. 1988. február 29. – 1988. augusztus 20.: Philippe Rouvillois
11. 1988. augusztus 20. – 1994. május 7.: Jacques Fournier
12. 1994. május 7. – 1995. december 20.: Jean Bergougnoux
13. 1995. december 20. – 1996. július 24.: Loïk Le Floch-Prigent
14. 1996. július 24. – 2006. július 2.: Louis Gallois
15. 2006. július 2. – 2008. február 27.: Anne-Marie Idrac
16. 2008. február 27. – napjainkig: Guillaume Pépy

## Vasúthálózat
- 28918 km normál nyomtávolság, 5859 km villamosított 1500 V egyenárammal és 8256 km 25 kV 50 Hz váltakozó árammal
- 167 km keskeny nyomtávolság, 122 km villamosított 600 / 750 / 850 V= (legnagyobbrészt 3 sínes rendszer)

## Vizuális és zenei arculat

### Logó
Az SNCF jelenlegi logóját 2005-ben a Publicis kommunikációs csoport leányvállalata, a Carré Noir ügynökség készítette.  2011-ben kissé átdolgozták: lekerekítették a sarkokat, eltüntették az árnyékokat a betűk belsejében és mögött, illetve világosabbá tették a betűk közötti teret.

### Szignál
Az SNCF szignálját négy hang alkotja (c – g – asz – esz) és 2005-ben Michaël Boumendil alkotta meg. David Gilmour, a Pink Floyd gitárosa a 2015-ös Rattle That Lock című albumának címadó dalának inspirációjaként használta a dallamot. Simone Hérault 1981 óta az SNCF hangja.

## Kultúra

### Filmek
Auguste és Louis Lumière első filmje óta az SNCF ad otthont a legtöbb filmforgatásnak Franciaországban, évente 50-60 forgatásnak, ami a francia filmek mintegy kétharmadát jelenti. Íme egy válogatás olyan ikonikus filmekből, amelyekben az SNCF fontos szerepet kapott:
- Mr. Bean nyaral
- Mission: Impossible
- Az utazó
- A leleményes Hugo

### Sorozatok
- Megszállottak viadala

## Viták
2025 Májusában egy háziállat kifutott a sínre,így a háziállat gazdái és az állatvédő szervezetek beperelték,Így új szabályt hoztak létre amely úgy szól hogy ha egy állat felmegy a sínre 20 perce van lemenni a sínről.

## Galéria

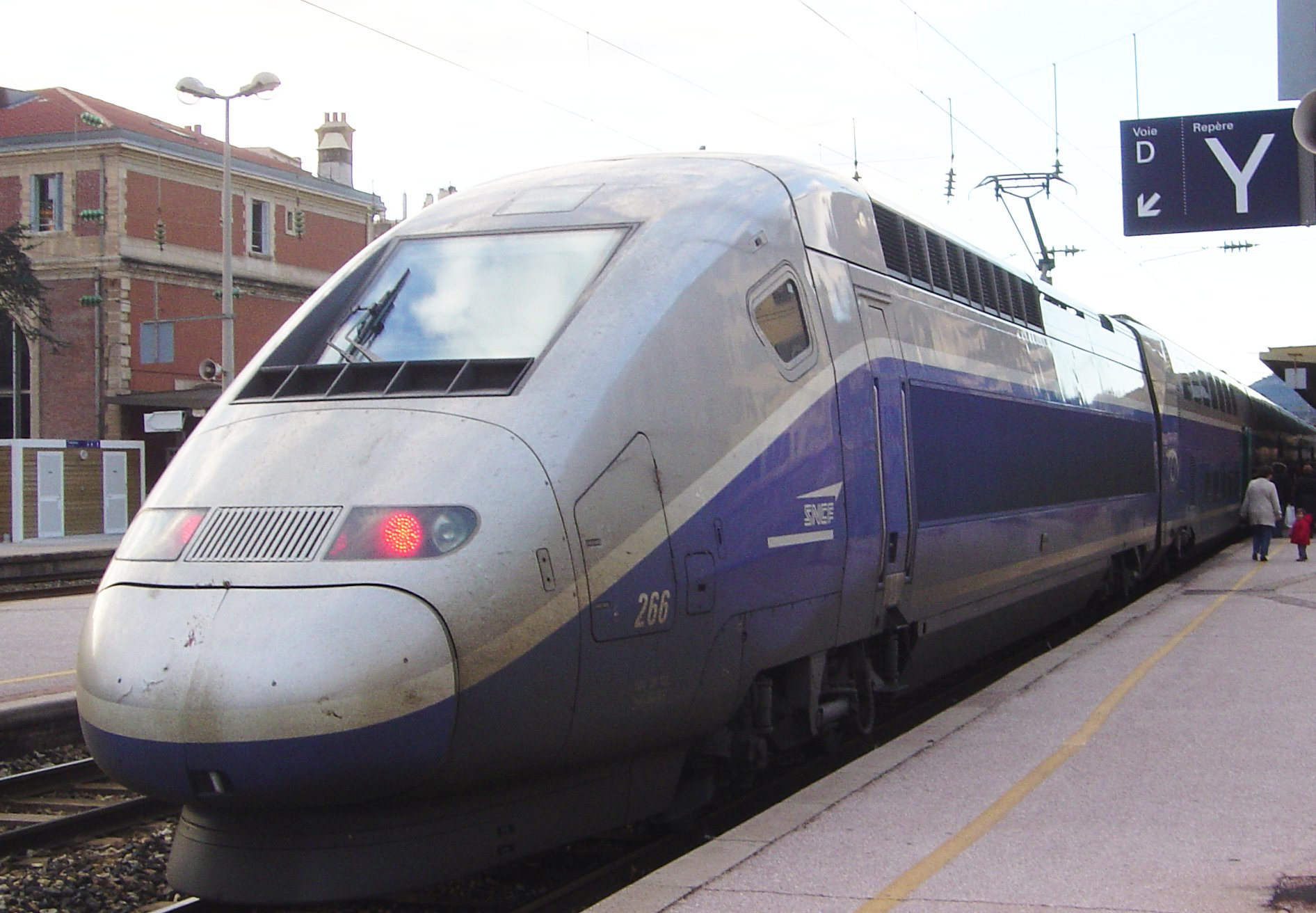
Modern TGV Duplex Toulonban
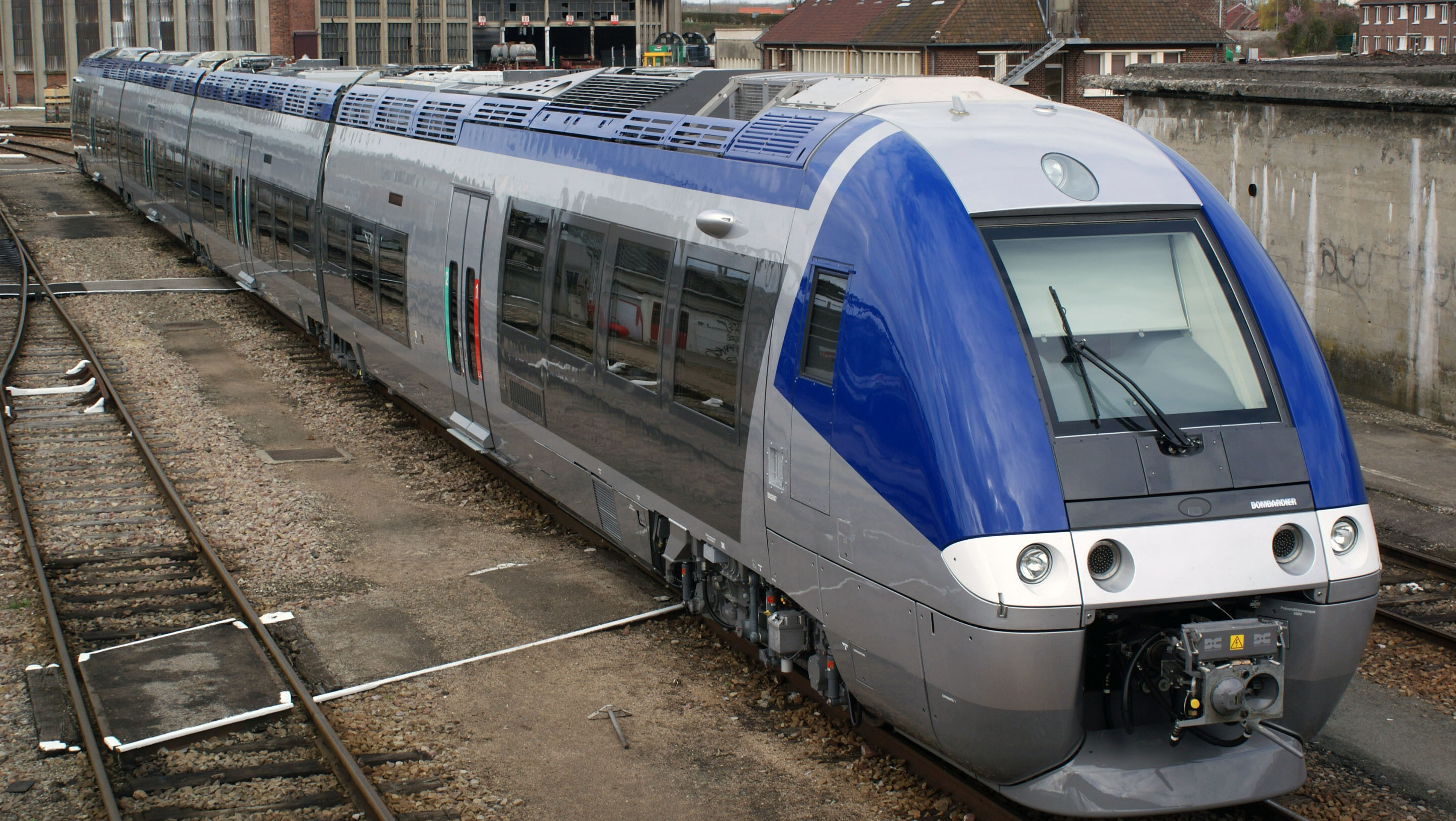
Modern SNCF dízel motorvonat
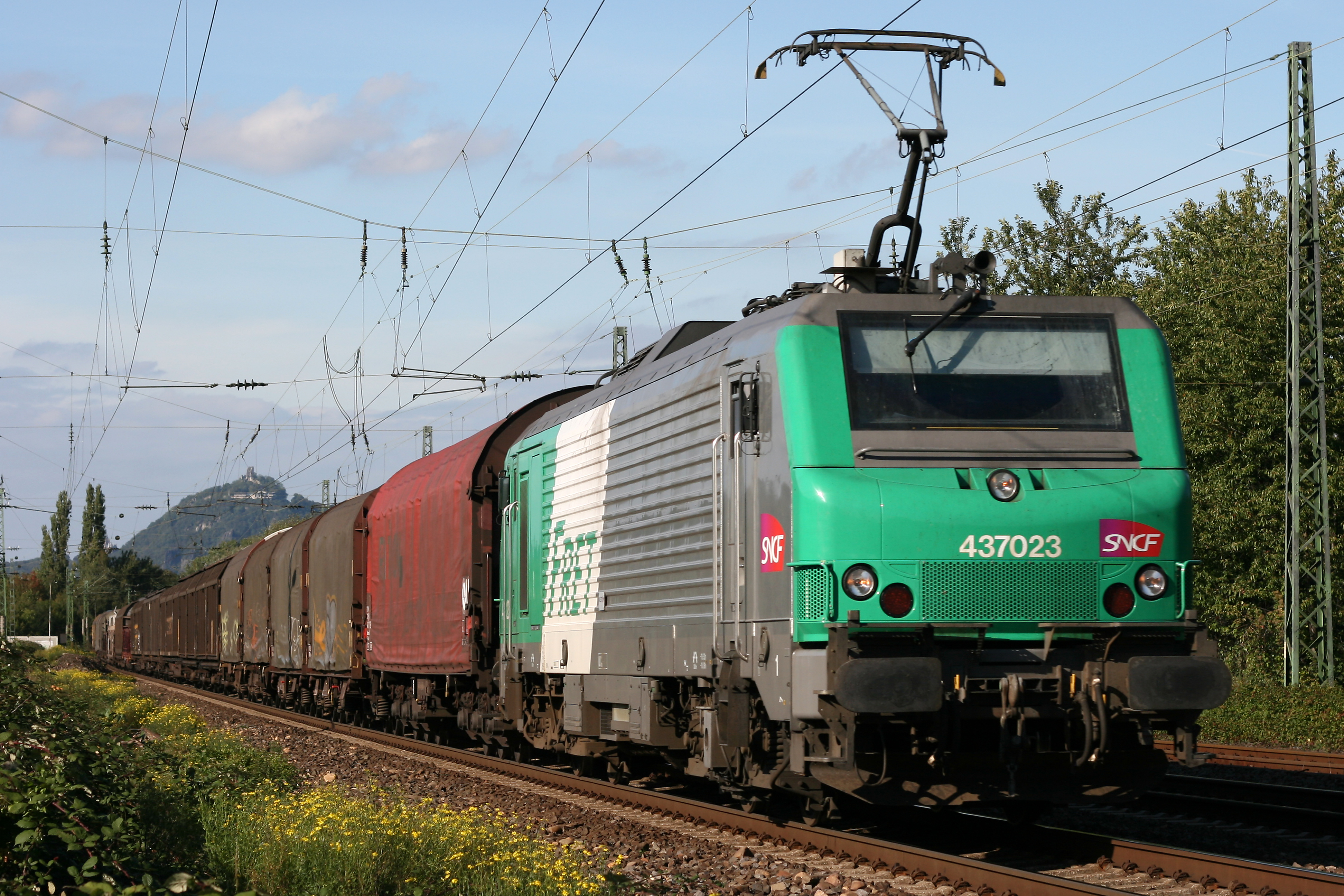
Fret SNCF tehervonat
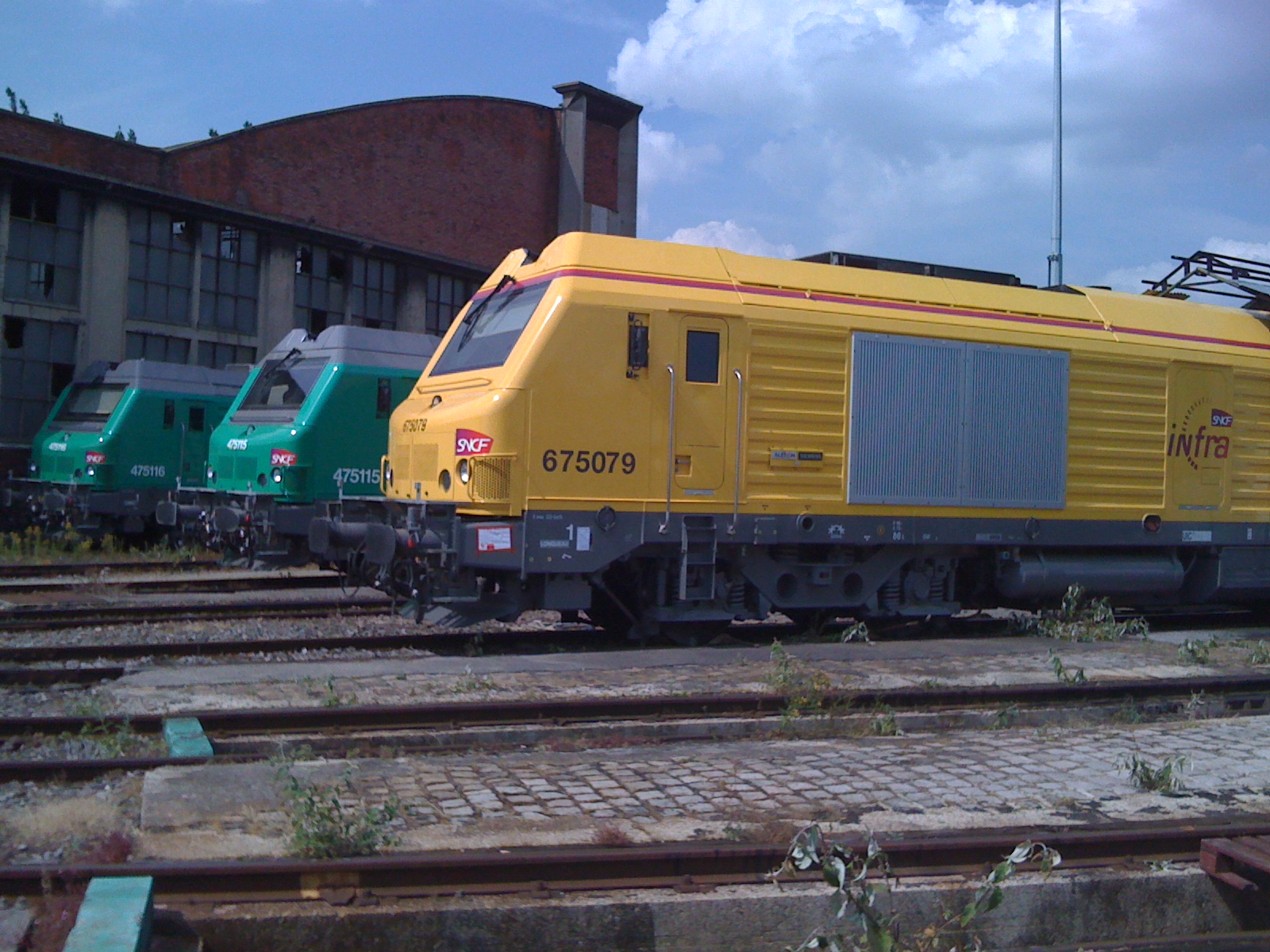
SNCF dízelmozdonyok
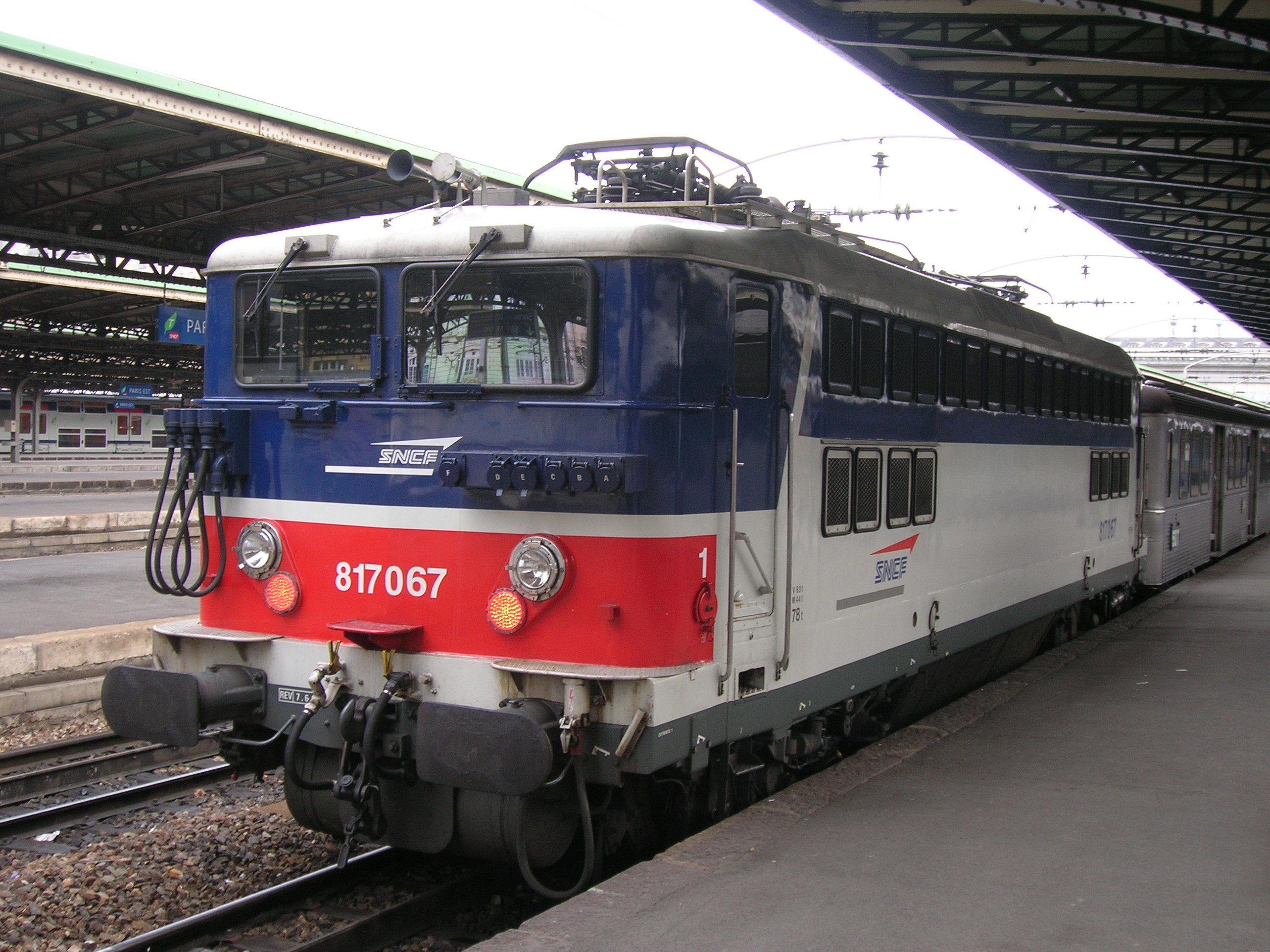
SNCF BB 17000 villamosmozdony
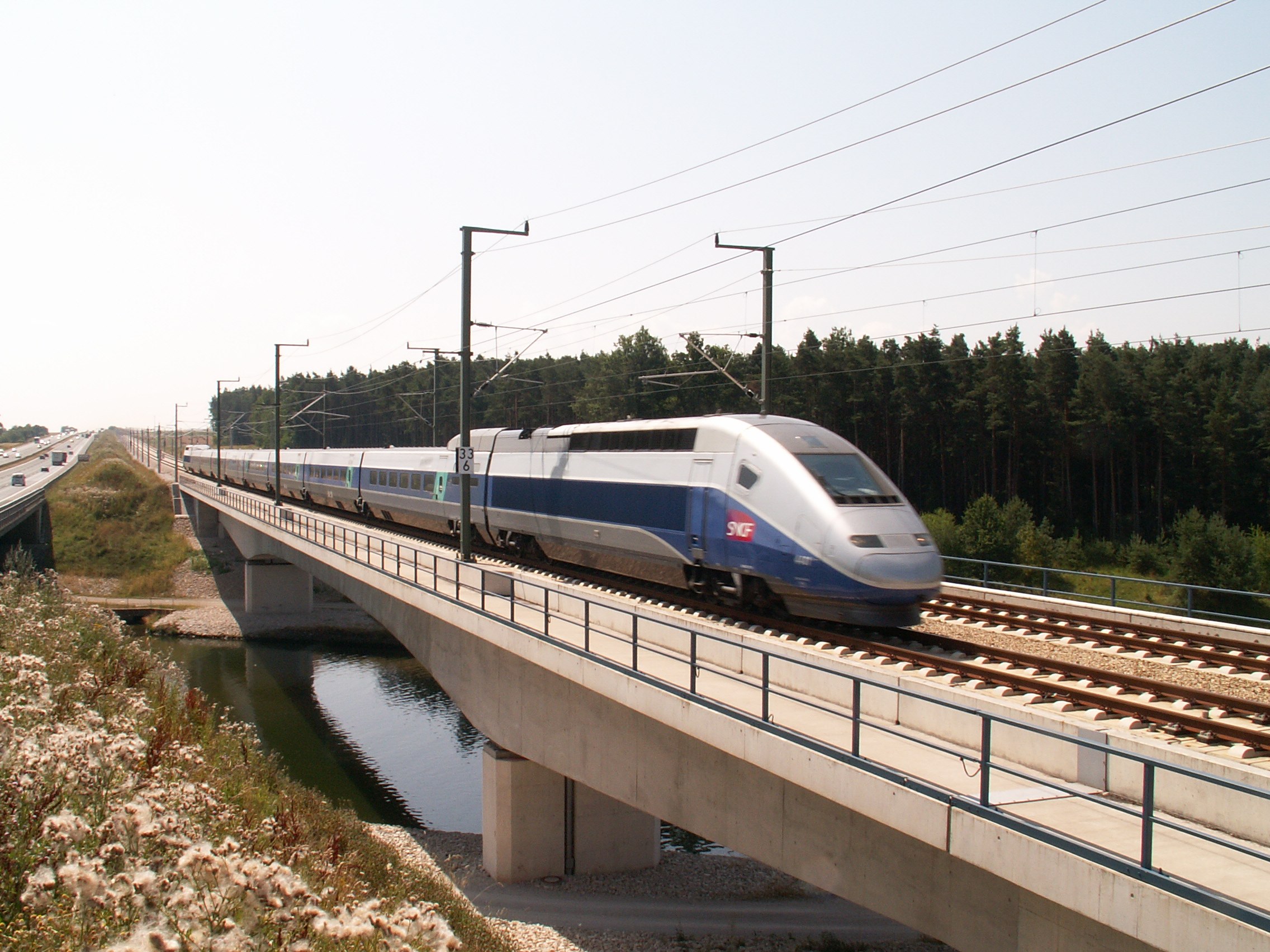
TGV POS motorvonat a Nürnberg–München nagysebességű vasútvonalon Németországban
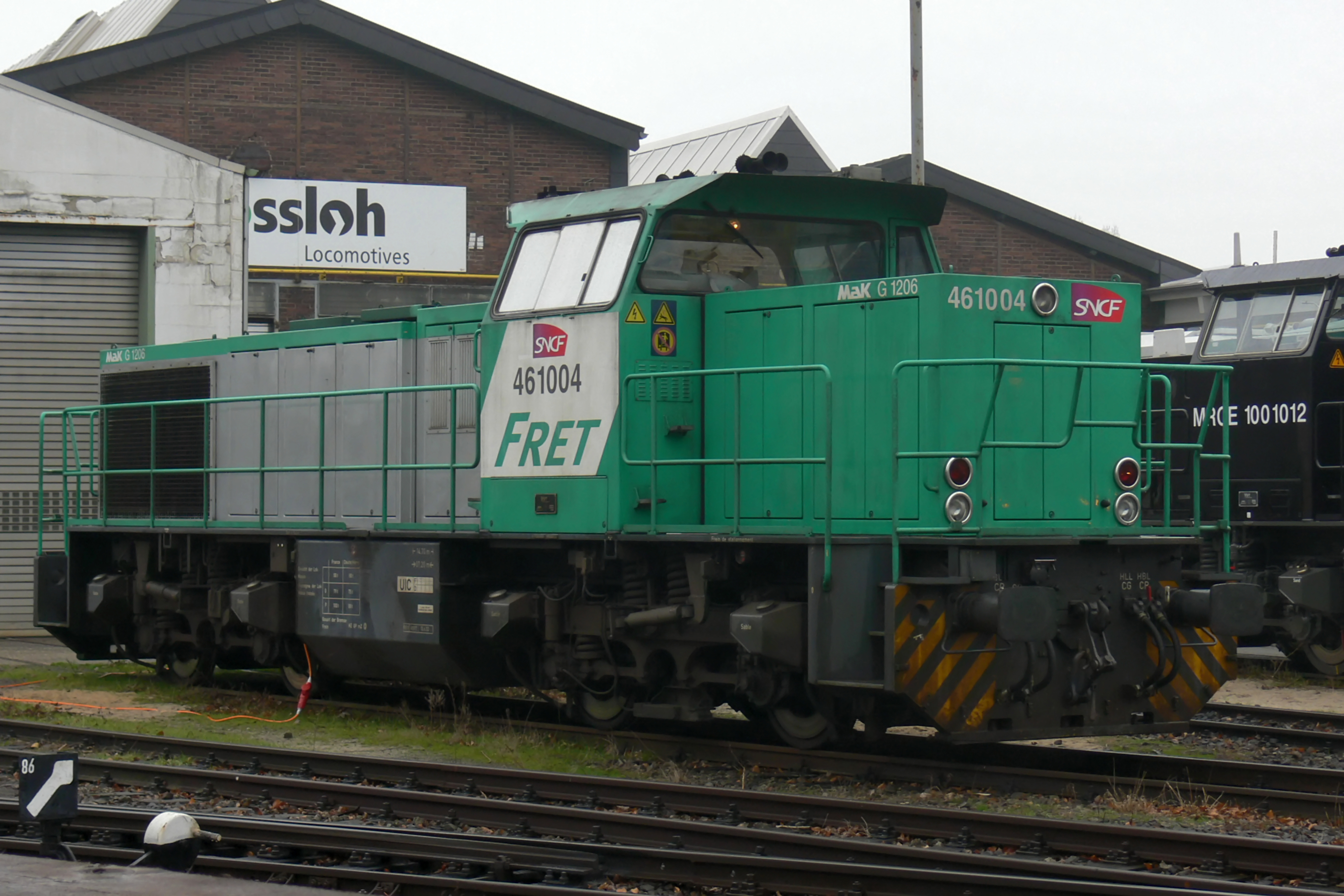
SNCF BB 61000 Fret dízelmozdony

## Lásd még
- Francia vonatok és motorvonatok listája
- Franciaország vasúti közlekedése

## Fordítás
- Ez a szócikk részben vagy egészben  a   SNCF című angol Wikipédia-szócikk ezen változatának fordításán alapul.  Az eredeti cikk szerkesztőit annak laptörténete sorolja fel. Ez a jelzés csupán a megfogalmazás eredetét és a szerzői jogokat jelzi, nem szolgál a cikkben szereplő információk forrásmegjelöléseként.